# Transparentpigment
Transparentpigmente sind Nanomaterialien großer spezifischer Oberfläche, die als Pigmente zur Herstellung von Klarlacken benutzt werden.

## Färbung und Türbung
Es werden transparente Substanzen verwendet, deren Brechungsindex dem Brechungsindex des Harzes gleicht, der die Hauptkomponente bildet. Die als Transparentpigmente eingesetzten Partikel streuen das sichtbare Licht nur minimal oder gar nicht, was für ihre Transparenz verantwortlich ist. Die so pigmentierten Systeme weisen daher ein transparentes Aussehen auf. Die Transparentpigmente können sowohl farbig als auch farblos sein. Beim Einsatz von farbigen Transparenzpigmenten wie Eisen(III)-hydroxidoxid, Eisen(III)-oxid oder Thénards Blau wird das Medium gefärbt, bleibt aber transparent.

## Einsatzgebiete

### UV-Schutz
Holzlasuren und Lackeenthalten geringe Mengen an Transparentpigmenten zum Schutz vor Ultraviolettstrahlung (UV). Einerseits um die Holzoberfläche vor der UV-Einstrahlung zu schützen und andererseits um z. B. die hohe Vergilbungsanfälligkeit wässriger Acrylharz-Beschichtungen durch Absorption von UV-Strahlen zu kompensieren. Hierfür kommen Pigmente wie Titandioxid, Eisenoxid, Zinkoxid in hoher Dispersität zum Einsatz, die jedoch zwangsläufig zu Eintrübungen oder Einfärbungen führen, weil diese nicht vollständig transparent sind. In der Praxis können daher unterschiedliche Transparentpigmente kombiniert werden, um eine möglichst geringe Einfärbung oder Trübung bei gleichzeitig ausreichendem UV-Schutz zu erreichen. In Holzlasuren können hier je nach Oberfläche rund 0,5 bis 1 g/m² eisenoxidhaltiges Titandioxidpulver mit einer Korngröße von 1 bis 100 nm (Titandioxid) bzw. 1 bis 1000 nm (Eisenoxid) eingesetzt werden.

### Füllstoffe
In Gießharzen oder Schutzlacken mit hohen Schichtstärken kommen Transparentpigmente wie z. B. Aluminiumhydroxid zum Einsatz. Diese sind im Vergleich zum Bindemittel deutlich kostengünstiger und müssen nicht trocknen bzw. aushärten.